# Tân Thành, Buôn Ma Thuột
Tân Thành là một phường thuộc thành phố Buôn Ma Thuột, tỉnh Đắk Lắk, Việt Nam.
Phường có diện tích 4,88 km², dân số năm 1999 là 11.627 người, mật độ dân số đạt 2.383 người/km².

## Hành chính
Phường Tân Thành được chia thành 4 khu phố: Bình Phước, Tiến Hưng, Tân Trung, An Khánh